# Hesperobaenus abbreviatus
Hesperobaenus abbreviatus is een keversoort uit de familie kerkhofkevers (Monotomidae). De wetenschappelijke naam van de soort werd in 1845 gepubliceerd door Victor Ivanovitsch Motschulsky.